# Concepción del Uruguay (kommunhuvudort i Argentina)
Concepción del Uruguay är en kommunhuvudort i Argentina. Den är belägen i provinsen Entre Ríos, i den östra delen av landet, 240 km norr om huvudstaden Buenos Aires. Concepción del Uruguay ligger 16 meter över havet och antalet invånare är 67 895.
Terrängen runt Concepción del Uruguay är mycket platt. Concepción del Uruguay är det största samhället i trakten. 
Trakten runt Concepción del Uruguay består till största delen av jordbruksmark. Runt Concepción del Uruguay är det mycket glesbefolkat, med 5 invånare per kvadratkilometer.